# Bassania crocallinaria
Bassania crocallinaria är en fjärilsart som beskrevs av Charles Oberthür 1883. Bassania crocallinaria ingår i släktet Bassania och familjen mätare. Inga underarter finns listade i Catalogue of Life.